# Etnokoreologija
Etnokoreologija je znanost koja je posvećena istraživanju ljudskog pokreta uz glazbu - narodnom, odnosno folklornom plesu.